# Manuel Sánchez Arcas
Manuel Sánchez Arcas (Madrid, 1897 - Berlín, 1970) fue un arquitecto y urbanista español.

## Carrera profesional

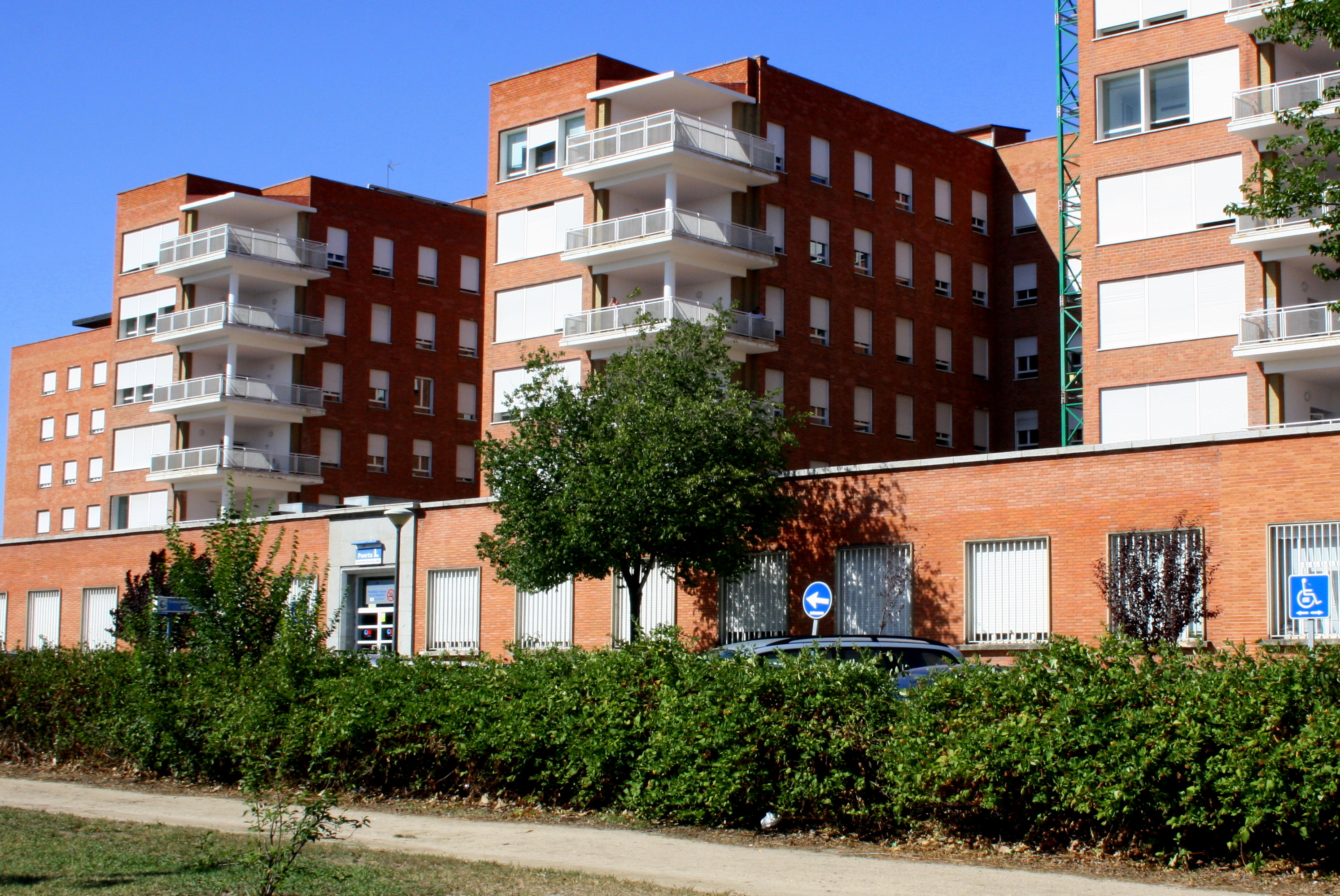
Hospital Clínico San Carlos de Madrid.

Obtuvo el título en la Escuela de Arquitectura de Madrid en 1921, amplió estudios en Londres y trabajó con Secundino Zuazo. Ganó el concurso para erigir el Hospital Provincial de Toledo (1926-1931), y el concurso para construir el Instituto Nacional de Física y Química de la Junta de Ampliación de Estudios (JAE), financiado por la Fundación Rockefeller (el llamado Edificio Rockefeller, 1927-1932), ambos junto a Luis Lacasa. Entre 1932 y 1936 proyectó y realizó el Pabellón de Gobierno, la Central Térmica y el Hospital Clínico Universitario San Carlos de la Ciudad Universitaria de Madrid, éstas en colaboración con el ingeniero Eduardo Torroja, con el que también colaboró en Mercado de Algeciras (1933-35). Entre los dos, fundaron el Instituto Técnico de la Construcción y Edificación (actualmente Instituto de Ciencias de la Construcción Eduardo Torroja). Ambos recibieron el Premio Nacional de Arquitectura de 1932 por el proyecto de la Central Térmica de la Ciudad Universitaria.

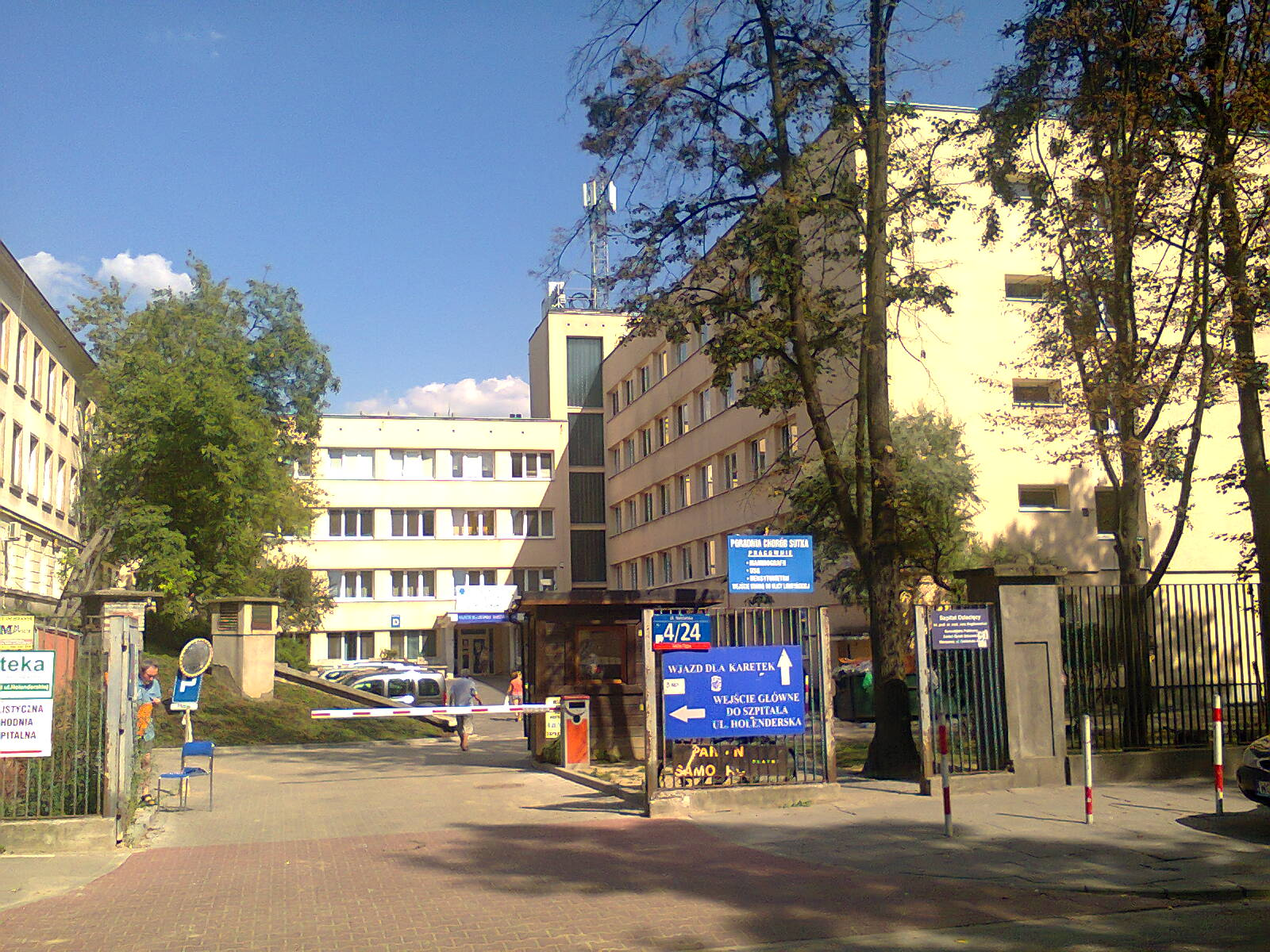
Hospital Pediátrico de Niekłańska (Varsovia)

Tras la Guerra civil española tuvo que marchar al exilio a la Unión Soviética y Polonia donde trabajó en los proyectos de reconstrucción de Varsovia. Posteriormente se trasladó a Berlín, en la República Democrática Alemana, donde murió. Sánchez Arcas fue uno de los tres arquitectos sancionados por el Colegio de Arquitectos de Madrid con la pena máxima de inhabilitación perpetua para el ejercicio público y privado de la profesión en 1942 (los otros dos fueron Bernardo Giner de los Ríos y Luis Lacasa).

## «Generación del 25»
En 1961, el arquitecto Carlos Flores López creó el término «Generación del 25» para designar a un grupo de arquitectos vanguardistas titulados entre 1918 y 1925 en la Escuela de Arquitectura de Madrid; Sánchez Arcas estaba incluido en él junto con contemporáneos suyos como García Mercadal, Rafael Bergamín o el mencionado Luis Lacasa.

## Obra escrita
- Casos prácticos de estudio de iluminación natural. Instituto Técnico de la Construcción y Edificación. Madrid 193?
- Form und Bauweise der Schalen Berlín: VEB Verlag für Bauwesen, 1961
- Stadt und Verkehr: Verkehrs- und Stadtplanung in den USA und in Westeuropa. Berlín: Deutsche Bauakademie, 1968
- Stadtzentren. Beiträgezur Ungestaltung und Neuplanung. Berlín: Deutsche Bauakademie, 1967, esta última una publicación colectiva.